# Chaconia coaetanea
Chaconia coaetanea är en svampart som först beskrevs av Hans Sydow, och fick sitt nu gällande namn av George Baker Cummins 1960. Chaconia coaetanea ingår i släktet Chaconia och familjen Chaconiaceae.   Inga underarter finns listade i Catalogue of Life.